# Abbeville (Louisiana)
Abbeville város az USA Louisiana államában. Vermilion megyében. Lakosainak száma 11 186 fő (2020. április 1.).

## Népesség
A település népességének változása:
| Lakosok száma | 12 257 | 12 038 | 11 186 |
|               | 2010   | 2019   | 2020   |